# Chiesa di San Benedetto Abate (Crema)
La chiesa parrocchiale di San Benedetto Abate è un luogo di culto cattolico della città di Crema.

## Storia

### Origini e primi secoli

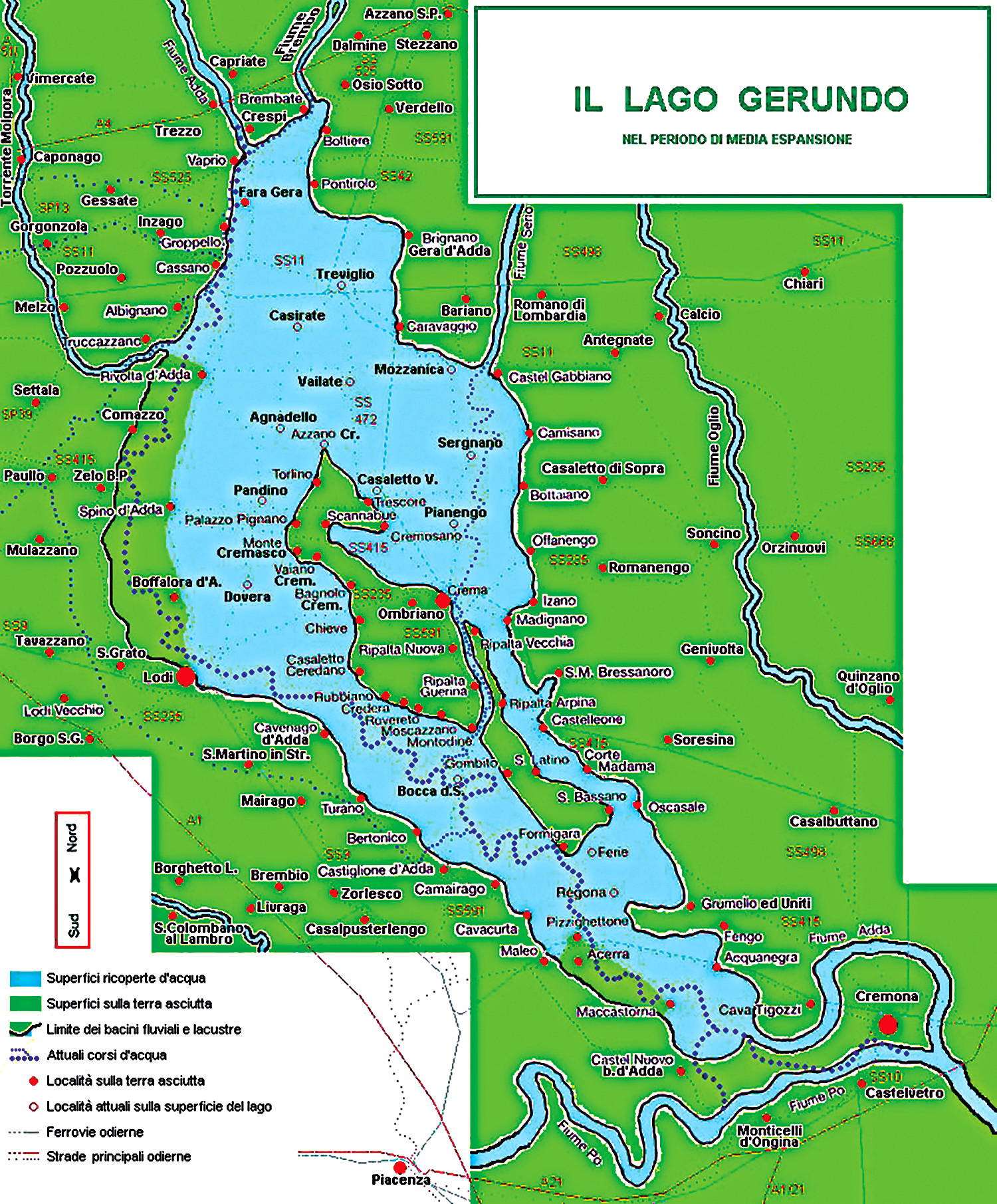
Il Lago Gerundo e l'Insula Fulcheria

Nell'incertezza di ricostruire le origini e l'evoluzione della città di Crema, si ipotizza che essa si sia sviluppata a partire da una primitiva cappella detta di Santa Maria della Mosa, sul culmine di un modesto dosso tra il Serio e le paludi del Moso. A partire da un castrum quadrangolare il primigenio borgo sarebbe stato considerato strategico per essere sviluppato poiché collocato in una posizione centrale rispetto ai vari territori bergamasco, cremonese, lodigiano e milanese con la conseguenza che, probabilmente in età tardo bizantina, venne ritenuto meritevole di essere fortificato. All'inizio del millennio, inoltre, si sarebbero sviluppate le condizioni favorevoli ad un ulteriore accrescimento conseguenza dell'interesse dei mercanti milanesi e cremonesi verso Crema considerata di massima importanza all'ampliamento dei traffici mercantili; le migrazioni dovute alla ricerca di nuove terre da sfruttare e all'affrancamento da retaggi feudali portarono ad una repentina migrazione da cui la formazione di borghi esterni, tra i quali quello originariamente denominato di Sant'Andrea con propria chiesa battesimale e diviso in Borgo di sotto e Borgo di sopra presso un punto ove confluivano le strade per Bergamo, Brescia e Cremona.
Anche uno dei rami della potente famiglia bergamasca dei Ghisalbertini si trasferì nella città a loro infeudata contribuendo attivamente alle vicende storiche di quei primi anni documentati. In particolare, il borgo e la chiesa di Sant'Andrea, divisi dalla città dal fossato alimentato dalla roggia Rino, erano possesso di Enrico II Ghisalbertini il quale, assieme alla moglie Belisia, decise a beneficio della propria anima di donare la chiesa – già riedificata con la dedicazione a San Benedetto - all'abbazia di Montecassino con atto datato 1º dicembre 1097. Il documento parla di chiesa ma non menziona il monastero il quale, quindi, potrebbe essere stato eretto successivamente alla donazione.
Tuttavia, lo storico Terni cita riportando la data del 1004 la presenza di San Gottardo dimorante forse proprio presso San Benedetto, monastero occupato da un non ben precisato ordine; in devozione del santo dopo la sua morte sarebbero state costruite due chiese di cui una potrebbe essere la chiesa parrocchiale di Ripalta Guerina.

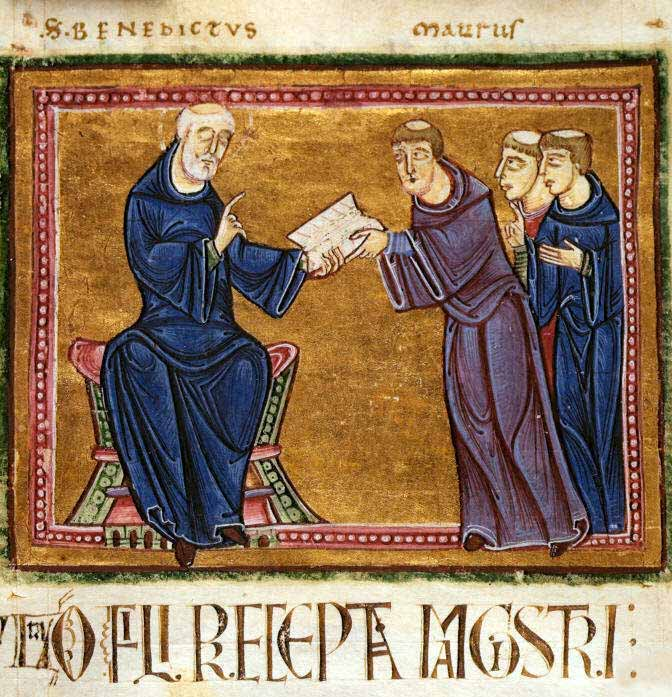
San Benedetto porge la sua Regola a san Mauro e ad altri monaci; miniature francese da un manoscritto della Règle de St. Benoît (Regula Benedicti), abbazia di St. Gilles, 1129

Ad ogni modo, la comunità benedettina era senz'altro già insediata nel 1101 poiché un atto del mese di novembre veniva stipulato tra i monasteri di San Paolo d'Argon e di San Benedetto alla presenza dei due priori Guglielmo e Lanfranco che fu, dunque, il primo del neonato cenobio cassinese.
Unico monastero in alta Italia dipendente dal monastero laziale, la nuova istituzione poteva vantare numerose proprietà: a Ricengo, quindi in una località oggi non identificabile denominata Venthoncello, presso la chiesa di Sant'Ambrogio di Aire (o Aere o Ero, una località fortificata ora scomparsa, con propria chiesa che si collocava tra Salvirola e Romanengo); quindi estese il controllo anche su diverse altre chiese, alcune delle quali già dipendenze del monastero cluniacense di San Paolo d'Argon, quali Ombriano, Farinate, Vailate e Almè. Inoltre, il monastero possedeva altre proprietà a Campagnola Cremasca, Casaletto Vaprio, Cremosano, Izano, Trescore Cremasco, Mozzanica. La stessa famiglia di Enrico II provvedeva ad incrementarne i beni con la donazione (1104) delle chiese di San Faustino e San Michele a Lemen (Almenno San Salvatore).
Per garantire l'integrità del monastero in tempi in cui l'Insula Fulcheria era sotto le mire espansionistiche di Cremona il vescovo di Volterra Ruggiero (o Rogerio), figlio di Enrico II e Belisia, intercedeva presso papa Callisto II affinché concedesse la sua protezione apostolica. La bolla pontificia fu redatta il 2 aprile 1123.
Il controllo del monastero sulle chiese era inviso al vescovo di Cremona che ne vedeva una limitazione alla propria supremazia pastorale; ciò è particolarmente evidenziato nella lettera datata 7 luglio 1148 redatta da Eugenio III e indirizzata a Oberto da Dovara.
La comunità benedettina ebbe una controversia nel 1155 per la giurisdizione della chiesa di santa Maria di Ombriano – all'epoca appartenente alla diocesi di Piacenza – al termine della quale l'arcivescovo di Milano Oberto risolse la questione lasciando il controllo a favore del monastero benedettino ma ponendo varie clausole, tra le quali l'obbligo di un censo annuo al vescovo di Piacenza, produrre le credenziali del sacerdote nominato, riconoscere l'incardinatura della chiesa al capitolo della pieve di Palazzo Pignano.
L'assedio di Federico Barbarossa degli anni 1159 e 1160 probabilmente non coinvolse il monastero che, anzi, potrebbe aver accolto molti sfollati.

Il verso della Medaglia di san Benedetto.

Nel 1181 i cassinesi furono coinvolti in un'altra disputa per il controllo della chiesa di San Pietro a Vailate (in contrapposizione con il vescovo di Cremona Offredo), giudicata alla fine dal vescovo di Lodi che divise le proprietà: due terzi a Cremona e un terzo a San Benedetto.
Il permesso di ricostruire la città a partire dal 1185 portò ad una novità: il monastero e il borgo furono inglobati nella nuova cerchia muraria venendo, quindi, a trovarsi all'interno del borgo fortificato.
I benedettini, attraverso clausole contrattuali, favorirono le bonifiche, incentivarono trasformazioni territoriali e controllavano mulini. Furono tra i sostenitori per lo scavo della roggia Menasciutto, partecipavano allo sfruttamento delle acque del Serio Morto e delle rogge derivate. I terreni di loro proprietà venivano affittati e vi si coltivavano cereali, foraggi e la vite per un totale di 1244 pertiche all'anno 1300, estendendo le proprietà anche nell'attuale territorio di Offanengo.
A capo del monastero stava il priore, o in sua mancanza, un consiglio di frati; la nomina veniva avallata dall'abate di Montecassino. È nota, però, un'investitura proveniente dalla collegiata di Santa Maria (il futuro duomo di Crema) nel 1314 e una proveniente direttamente da Avignone – dove si era trasferita la Corte papale - nel 1344. Ogni priore aveva facoltà di insediare propri frati o sacerdoti secolari presso le chiese dipendenti.
Nel corso della prima metà del XIV secolo, a seguito del trasferimento del papa in terra francese, l'abbazia di Montecassino subiva un declino, accentuato anche dal terremoto del 1349, venendo meno il controllo verso i priorati dipendenti. Il priore Antonio Alfieri si trovò da solo ad affrontare molte problematiche verso la metà del secolo a seguito di tentativi di ridimensionamento territoriale e difendendo con solerzia gli espedienti che miravano ad escludere il monastero dal controllo dei corsi d'acqua. Tuttavia, fu l'ultimo priore del monastero di San Benedetto prima della costituzione della commenda.

### Il periodo della commenda
Nelle incerte lacerazioni tra fazioni che favorirono la formazione della breve signoria dei Benzoni nei primi anni del quattrocento fu eretta la commenda nominando commendatario il vescovo Branda Castiglioni, probabilmente quale premio per la sua opera di legato pontificio  in Germania ed Ungheria garantendo la fedeltà di queste popolazioni a papa Bonifacio IX in luogo dell'antipapa Clemente VII; ma forse l'operazione era anche un modo per sottrarre l'interesse dei beni del monastero da parte dei Visconti; le rendite all'epoca assommavano ad una cifra piuttosto considerevole, pari a 2.000 ducati.

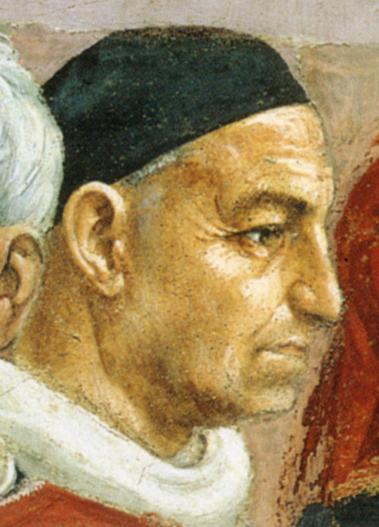
Presunto ritratto di Branda Castiglioni, Masaccio, Resurrezione del figlio di Teofilo e san Pietro in cattedra, Cappella Brancacci, Santa Maria del Carmine, Firenze

Branda Castiglioni fu nominato vescovo di Piacenza nel 1404 e cardinale nel 1408, tenendosi la commenda; il prelato, che si accontentava di soli 50 scudi annui, nominò priore del monastero Giacomo Alfieri (nipote di Antonio) che mantenne questa funzione fino alla sua morte avvenuta nel 1443 pur risiedendo abitualmente a Lodi, forse in conseguenza del confino imposto ai guelfi di Crema.
Anche il Castiglioni moriva nel 1443 e nel 1449 Crema divenne possedimento della Repubblica di Venezia. Il Gran Consiglio trasferiva le rendite alle suore agostiniane di santa Monica, ma furono di fatto appropriate dalla Camera apostolica che le riteneva proprie.
Iniziava così un periodo di decadenza, caratterizzata dall'impiego di sacerdoti occasionali su un territorio piccolo ma diviso in due diverse diocesi (Cremona e Piacenza); la commenda fu affidata nel 1466 all'appena ventenne Giovanni Monelli (peraltro un cremasco), un favorito del papa; morto il Monelli nel 1483 a soli 37 anni, il Consiglio cittadino assumeva l'amministrazione delle rendite ed interpellava la comunità di Santa Giustina di Padova affinché prendesse possesso del monastero che accettò in via provvisoria in attesa del via libera da Roma ed inviando padre Bernardo da Mantova. Tuttavia nel 1493 papa Alessandro VI nominava un nuovo commendatario, Giovanni Battista Zeno; i cremaschi, quindi, inviarono una supplica al Doge affinché intercedesse per il mantenimento dei monaci di Santa Giustina; si arrivò, infine, ad un compromesso offrendo al Zeno tutte le entrate della commenda purché lasciasse in loco i monaci padovani ad amministrare spiritualmente i fedeli e materialmente i beni.
In queste incerte contrapposizioni si inserisce la vicenda dell'apparizione della Madonna a Caterina degli Uberti nel bosco del Novelletto, dove poi sarà edificata la futura basilica di Santa Maria della Croce: fu un sacerdote della parrocchia di San Benedetto, tale prete Filippo che confessò, impartì la comunione e l'estrema unzione alla poveretta; era il 3 aprile 1490 e la donna fu sepolta proprio in questa chiesa.
Dopo la morte del cardinale Zeno (1501) fu nominato Luigi Tasso, bergamasco, il quale nel 1519 rinunciò alla commenda – forse per i risvolti delle riforme del concilio lateranese - in cambio di un vitalizio, rinuncia sancita da una bolla di papa Leone X che istituiva la parrocchia e affidava il monastero ai Canonici regolari della Congregazione del Santissimo Salvatore lateranense.

### I secoli dei Canonici Regolari Lateranensi

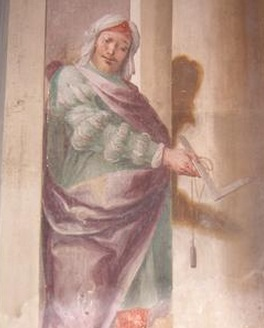
Ritratto di Francesco Maria Richini affrescato a Villa Frisiani Mereghetti a Corbetta da Giovanni Stefano Danedi detto "il Montalto".

La nuova famiglia religiosa giunse a Crema nel 1520 e i Lateranensi – popolarmente chiamati i “frati del camiciotto” – impiegarono i decenni del XVI secolo a ridare impulso religioso, solennizzare le festività pasquali, istituire confraternite e nel 1539 il Consorzio del Santissimo Sacramento; inoltre, si impegnarono a riordinare la chiesa e gli altari e affidando nuove affrescature a Carlo Urbino. Anche i consorzi commissionarono nuove pale allo stesso Urbino e ad Aurelio Gatti detto il Sojaro.
La giurisdizione parrocchiale era piuttosto estesa, peraltro parte in diocesi di Cremona (oltre Serio) e parte in diocesi di Piacenza: dopo l'istituzione della diocesi di Crema il visitatore apostoloco Regazzoni ne ridimensionava il territorio istituendo la nuova parrocchia di San Bernardino, oppure cedendo porzioni a Ripalta Vecchia e Vergonzana.
I Lateranensi mantennero, ad ogni modo, competenza sulla chiesa di San Giovanni ad Nundina o San Giovanni in Fiera; si trattava di un oratorio ora scomparso che si collocava oltre Serio lungo la strada per Brescia, ove si celebravano le messe in occasione della storica Fiera di San Michele Arcangelo, una manifestazione assai remota nata verso il 1450 durante gli accordi di annessione alla Repubblica di Venezia che si teneva ogni anno alla fine di settembre.
Nei primi anni del seicento la chiesa manifestava sempre più necessità di interventi sia strutturali sia per ottemperare alle riforme del Concilio di Trento; il priore Serafino Verdelli, cremasco ma risiedente a Milano, conobbe nell'ambiente meneghino l'architetto Francesco Maria Richino cui affidò nel 1622 il progetto di parziale rifacimento della chiesa e i cui lavori durarono quattro anni. Al Verdelli va anche attribuita l'iniziativa che permise di elevare il priorato al titolo di abbazia.
Tra gli anni trenta e quaranta del XVII secolo si provvedeva ad una prima fase decorativa (Gian Giacomo Barbelli, Aurelio Gatti, Tomaso Pombioli, Giovanni Battista Botticchio), mentre dopo il 1676 il priore Leonardo Morando portò a San Benedetto il pittore Martino Cignaroli che produsse tre grandi teleri e due tele di dimensioni minori.

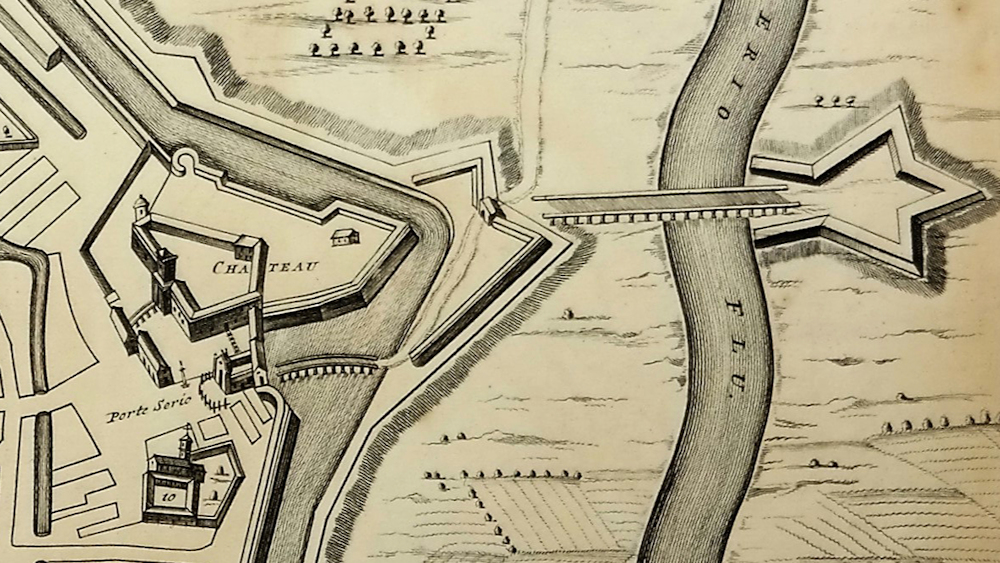
L'area del castello e di Porta Serio, Estratto della mappa di Crema realizzata da Pierre Mortier, acquaforte, Amsterdam, 1708. Segnato con il n. 10 il convento di San Benedetto.

Dal 1690 gli interventi si spostarono al campanile che fu innalzato.
Proseguì per tutti questi anni la gestione delle numerose proprietà composte non solo da terreni, ma anche abitazioni, le cui rendite venivano per lo più impiegate per opere assistenziali e di carità.
Gradualmente i religiosi diminuirono sempre più così nel 1769 fu la Serenissima a decretare la fine del monastero, sopprimendo le strutture con meno di dodici religiosi: l'ultimo priore padre Gregorio Fadini o Tadini lasciò San Benedetto il 2 novembre 1771.

### Sotto la guida di sacerdoti secolari
La diocesi di Crema nominò alla guida della parrocchia don Giuseppe Pavani che nel 1790 decise di operare un rifacimento del pavimento della chiesa e provvide ad allestire sul finire del secolo le bussole degli ingressi.

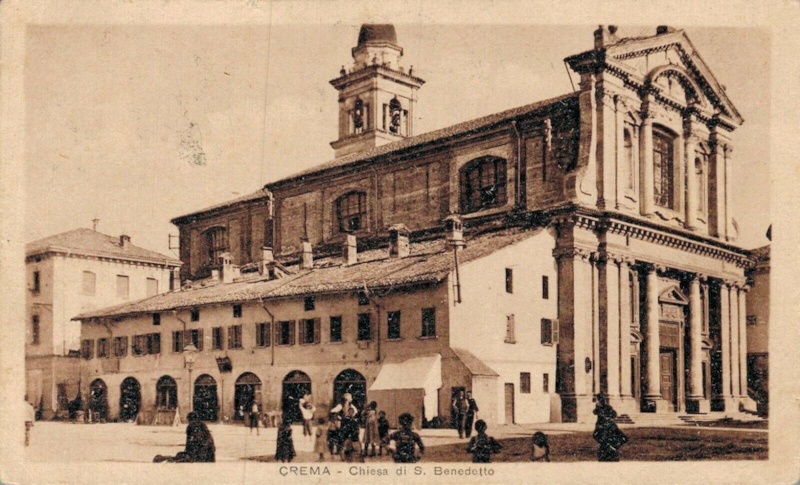
La chiesa di san Benedetto in una cartolina degli inizi del XX secolo

Nei primi anni del XIX secolo – su iniziativa del Consorzio del Santissimo Sacramento – sull'edificio vennero effettuati ulteriori interventi, quali la riparazione del campanile (a seguito del terremoto del 1802), l'installazione di nuove campane (Crespi), sostituzioni di pale d'altare, una nuova decorazione interna, nuova tinteggiatura e riparazioni al tetto.
Al terzo decennio del secolo risale l'allestimento del nuovo altare maggiore, opera di Luigi Voghera e consacrato da monsignor Giuseppe Sanguettola il 28 ottobre 1838.
Risale al 1841 l'assegnazione alla parrocchia della chiesa di San Marino: si trattava di un edificio di antiche origini (menzionato per la prima volta nel 1189), già chiesa di frati Umiliati e, dal 1664, possesso di frati Barbabiti fino alle soppressioni di inizio XIX secolo che la assegnarono al Monte di Pietà. Nel 1879 iniziavano le trattative da parte del comune di Crema volte a ottenere la chiesa, allo scopo di demolirla per ricavarne una nuova piazza che vennero, infine, ratificate nel 1883; per compensazione alla parrocchia di San Benedetto fu assegnato il piccolo oratorio di Santa Maria Stella in via Civerchi. Dalla demolizione della chiesa di San Marino veniva ricavata la piazza Roma, successivamente piazza Vittorio Emanuele II e, attualmente, piazza Aldo Moro.
Un nuovo concerto di campane fu collocato nel 1907, opera del fonditore grosino Giorgio Pruneri, due delle quali ripristinate nel 1949 per mano del fonditore cremasco Dante d'Adda dopo le requisizioni belliche.

Lo stato di degrado di uno dei timpani nel 1970

Nel 1932 monsignor Placido Maria Cambiaghi assegnava alla parrocchia di San Benedetto il quartiere operaio delle Villette presso il quale nel 1956 veniva consacrata la chiesa sussidiaria dedicata a San Giuseppe Lavoratore.
Un solenne rito pontificale fu celebrato da monsignor Franco Costa il 29 dicembre 1963 in occasione del 125º anno dalla consacrazione dell'altare vogheriano.
Tra i restauri più significativi quelli intrapresi nel 1945, nel biennio 1969-1970 (arch. Beppe Ermentini) e, soprattutto, quello degli anni 1992-1994 (coordinati dallo Studio Ermentini) che hanno permesso di mettere a punto un complesso intervento conservativo della struttura e delle sue opere d'arte.
Nell'anno 2007 monsignor Oscar Cantoni istituiva l'unione pastorale della parrocchia di San Benedetto con quella cittadina di San Pietro apostolo.

## Caratteristiche

### Contesto urbano

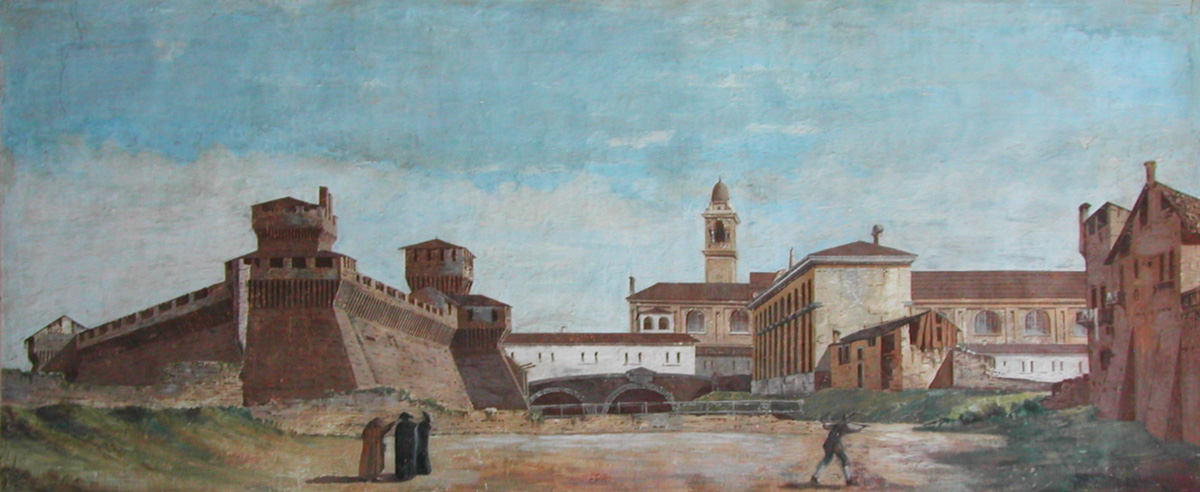
Angelo Mora, il castello e, dietro, il campanile di san Benedetto, tempera murale nella Villa Severgnini di Izano

La chiesa in passato ha talora orientato la toponomastica locale; si trova in piazza Giuseppe Garibaldi, una vasto spazio dalle forme irregolari formatosi a partire dall'anno 1520 con la demolizione di abitazioni per ricavarvi quella che, inizialmente, veniva chiamata la piazza del Castello; successivamente (1602) è citata come piazza di San Benedetto, mentre nell'estimo del 1685 le varie aree vengono chiamate Piazza del Castello, Piazza di S.to Benedetto e Piazol di Porta Serio.
Ed anche nel 1813 questo spazio urbano viene identificato con tre distinti nomi: Castello, San Benedetto e Macelleria (con riferimento al macello pubblico eretto tra il 1830 ed il 1840 e demolito nel 1958); negli stradari del XIX secolo viene chiamata piazza Castello oppure piazza di Porta Serio.
L'intitolazione attuale deriva dalla delibera del Consiglio comunale del 23 aprile 1887.

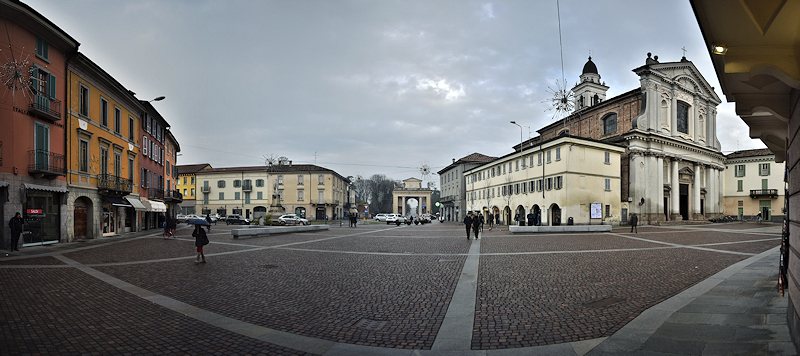
Panorama di piazza Giuseppe Garibaldi

### Facciata

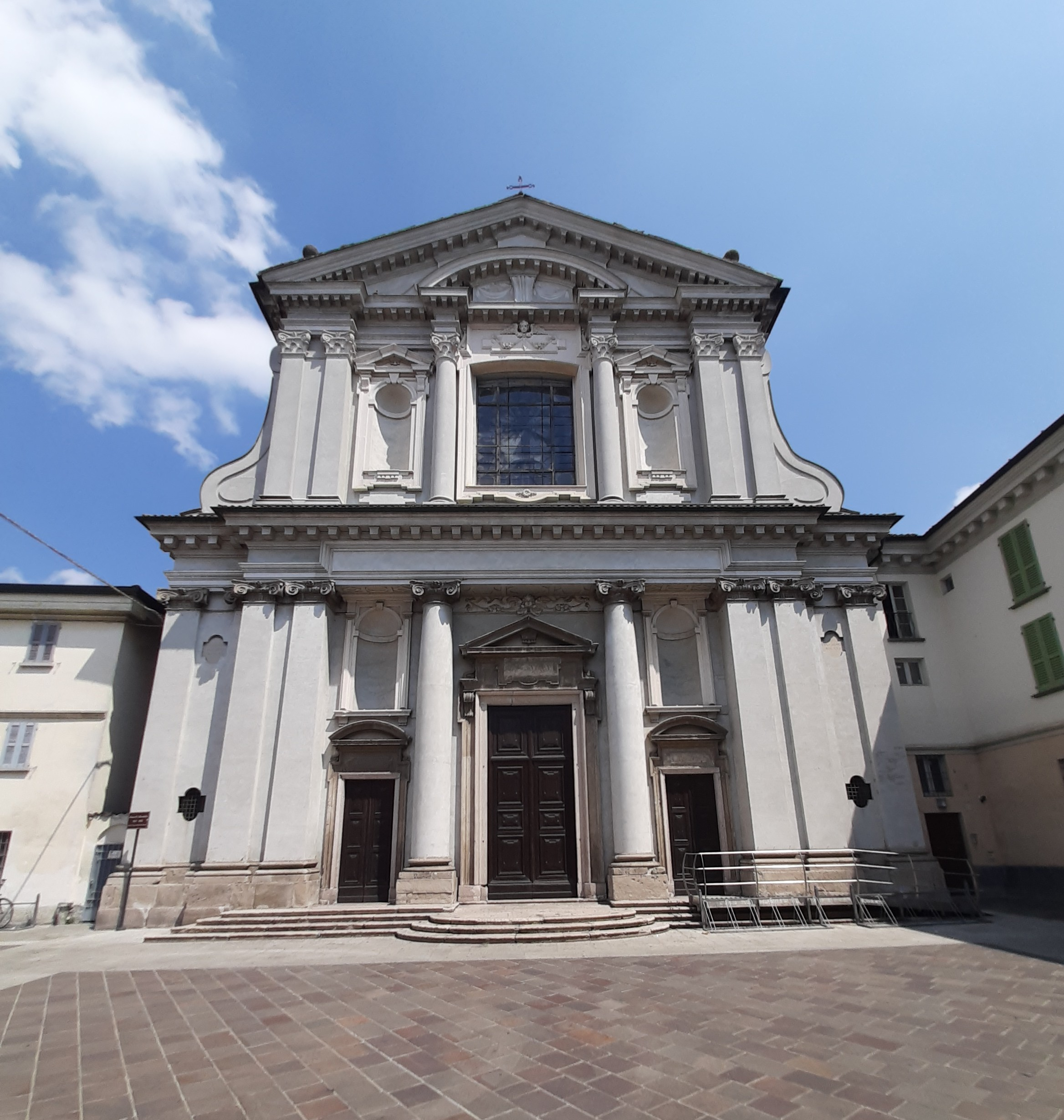
La facciata

Il Richino per risparmiare denaro e temendo che le fondamenta delle mura medievali fossero insufficienti a sostenere un'elevazione progettò sei grandi colonne a sorreggere la volta, mentre i vecchi nuclei murari divennero il fondo delle cappelle laterali. Questa soluzione architettonica si riflette sulla facciata che si presenta in due ordini, di cui quello inferiore più largo. La parte bassa è divisa da lesene e semicolonne con alti piedistalli e capitelli in stile ionico provvisti di rosetta, ovuli e dentellatura all'interno delle quali si aprono tre portali incorniciati in granito di Baveno e ceppo gentile di Brembate. Sopra ognuno dei due portali laterali – che presentano un timpano ad arco ribassato - è posta una nicchia vuota. Il portale centrale, ben più alto, con cartiglio modanato e timpano triangolare con peduccio a gocce. Appena sotto la trabeazione una fascia contiene un fregio con un cherubino. Nelle specchiature laterali si aprono quattro piccole finestre modanate, delle quali quelle superiori sono cieche e provviste di iscrizioni recenti:
Un lungo cornicione sostiene l'ordine superiore, molto più ristretto e caratterizzato da complesse colonne con capitelli ionici con rosetta a alto collarino con foglie d'acanto e poggianti su piedistalli. Due coppie di lesene laterali completano del estremità mentre nelle specchiature vi sono collocate due nicchie vuote (ai lati) con timpano triangolare, mentre al centro si apre un finestrone (con arco lievemente arcuato) e cherubino. Le lesene sorreggono il timpano superiore triangolare con dentelli, spezzato al centro per dare spazio ad un timpono arcuato in linea con le colonne che incorniciano la finestra. Completano la sommità due basi laterali con pomoli e la croce apicale.
Ad ingentilire il passaggio tra l'ordine inferiore e quello superiore sono state poste due volute capovolte.

### Campanile
[[File:|miniatura|destra|La sommità del campanile]]Si trova nel lato sudorientale, parzialmente inglobato dalla chiesa e da altri edifici. Ha una base quadrata di circa quattro metri per lato ed è alto circa 30 metri.
La parte inferiore è più antica e risale al XIII secolo, è in mattoni a vista con due aperture a tutto sesto affiancate e poggianti su cornice con archetti incrociati. Il secondo settore è intonacato, a sottolineare l'elevazione secentesca, e presenta un motivo ad ovale con al centro un oculo, eccetto sul lato meridionale dove è posta una targa. Una cornice aggettante introduce alla cella campanaria con lesene angolari che sorreggono una trabeazione tripartita. Al centro si apre una finestra a serliana su ogni lato. Sulla parte sommitale trova posto un corpo esagonale che sorregge una cuspide ogivale in mattoni. Infine, sulla cuspide si appoggia una lanterna con la croce.

### Interno

#### Struttura

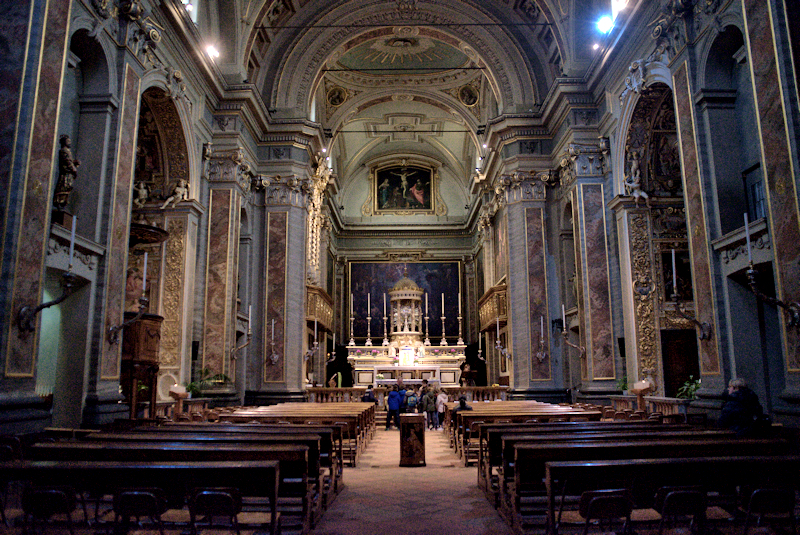
L'aula

La chiesa è a navata unica con quattro cappelle laterali intervallate da ambienti più piccoli; i nuclei murari che sorreggono la volta a vela ribassata – frutto della ricostruzione secentesca – hanno lesene angolari, capitelli corinzi in stucco e profilature dorate. Le cappelle hanno un'apertura ad arco, imposte a lesena, cartiglio; sopra gli ingressi agli ambienti intermedi sono poste finestre arcuate e tamponate. Cappelle e ambienti intermedi sono collegati tra loro da un corridoio interno.
Il presbiterio, chiuso da balaustre, è introdotto dall'arco trionfale con cherubino centrale; dietro l'altare, invece, si apre il coro di forma quadrata.

#### Controfacciata

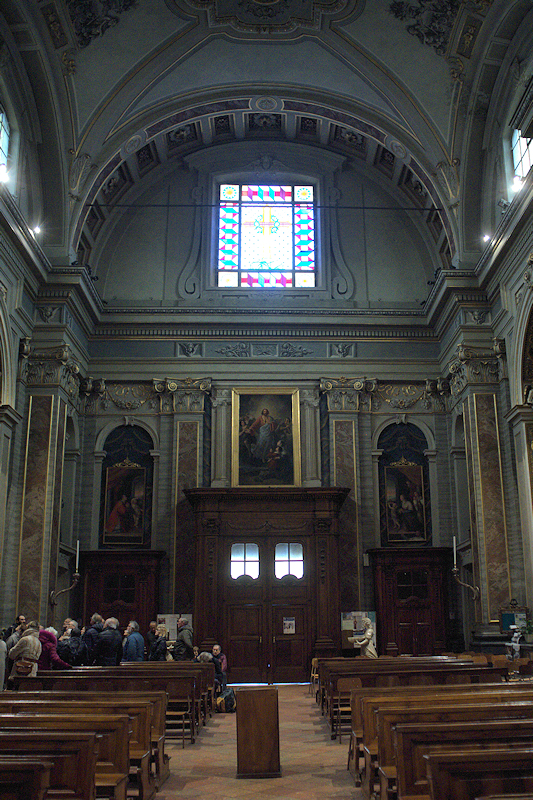
La controfacciata

La controfacciata è caratterizzata dalle bussole d'ingresso, tutte in legno di noce; quella centrale proviene dall'ex chiesa di San Domenico e qui collocata nel 1798 all'epoca della soppressione del convento sopra è appesa la tela ottocentesca del Sacro Cuore (Racchetti), mentre sopra i due ingressi laterali sono poste delle nicchie arcuate nelle quali sono collocate due tele di Aurelio Gatti: San Lorenzo e Le Sante Lucia e Liberata con il donatore.
Di fronte all'ingresso due angeli su piedistalli in marmo Botticino svolgono la funzione di acquasantiere, risalgono al seicento ma se ne ignora l'autore.

#### Parete sinistra
Il primo ambiente a sinistra ospita il fonte battesimale risalente al XVI o al XVII secolo; questo locale era anticamente dedicato a Santa Filomena, da cui le scritte sopravvissute che compongono la frase
Vi sono poste anche due statue: santa Filomena (qui ricollocata) e san Rocco, opera ottocentesca attribuita allo scultore Cavaletti di Vidolasco.
La prima cappella a sinistra è dedicata al Santissimo Sacramento ed è caratterizzata da un ricco apparato decorativo in stucco ed affresco realizzata da Gian Giacomo Barbelli che qui produsse una serie di episodi biblici sul tema eucaristico: sulla volta La raccolta della manna, Due angeli con l'ostensorio, Il Banchetto pasquale degli ebrei; alle pareti laterali Il profeta Elia e l'angelo e L'Ultima cena, due tele sopra le quali due angeli in stucco reggono un cartoccio affrescato con le allegorie della Fortezza e della Prudenza; tutto l'apparato decorativo è ascrivibile all'anno 1632. La pala d'altare è circondata da colonne in stucco con capitelli corinzi che reggono un frontone triangolare sulla cui architrave è affrecato un medaglione che raffigura la Carità; la pala è un'opera del XVI secolo di Carlo Urbino, Il padre che dona il figlio Gesù pane vivo.
Nel successivo ambiente intermedio trovano posto i confessionali, opere lignee del XVII secolo; nella nicchia sopra l'ingresso è collocata la statua dedicata al patrono cittadino, San Pantaleone,  proveniente dall'ex convento di Sant'Agostino; è una statua del XVI secolo in legno di pioppo e di autore ignoto.
Dedicata alla Madonna del Rosario, anche la seconda cappella sinistra è stata decorata da Gian Giacomo Barbelli, con datazione certa all'anno 1636 poiché incisa nello stucco della lesena destra, con episodi della vita della Vergine: la scena centrale della volta è L'Assunzione affiancata ai lati dalla Presentazione al tempio e dalla Visitazione; alla parteti le scene della Natività e dell'Annunciazione. Al centro trova posto la statua della Vergine, con dorature e dipinta a colori lucidi attribuita alla scuola di Giacomo Bertesi (fine XVII o primi anni del XVIII secolo) circondata da un complesso disegno con cariatidi che sorreggono un doppio frontone triangolare e curvo.
Il secondo ambiente introduce alle sacrestie e sopra l'ingresso è collocata la statua dedicata a Sant'Agostino, di autore ignoto e risalente al XVII secolo.

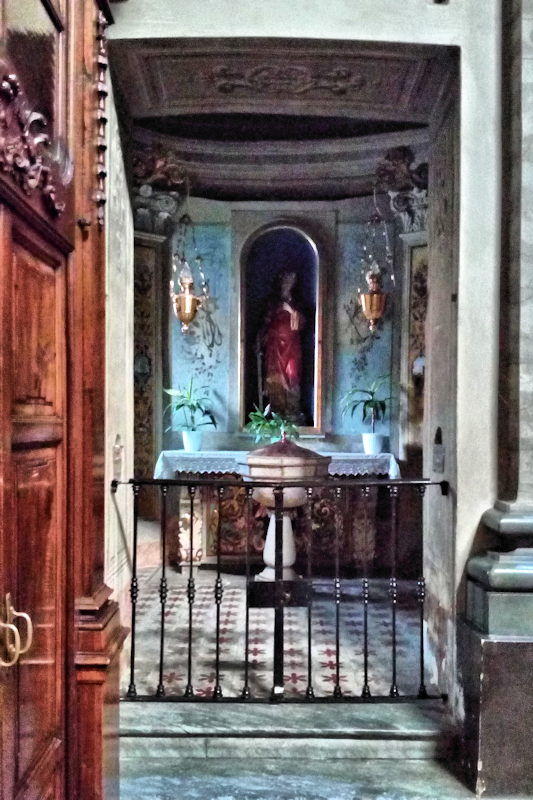
Il fonte battesimale
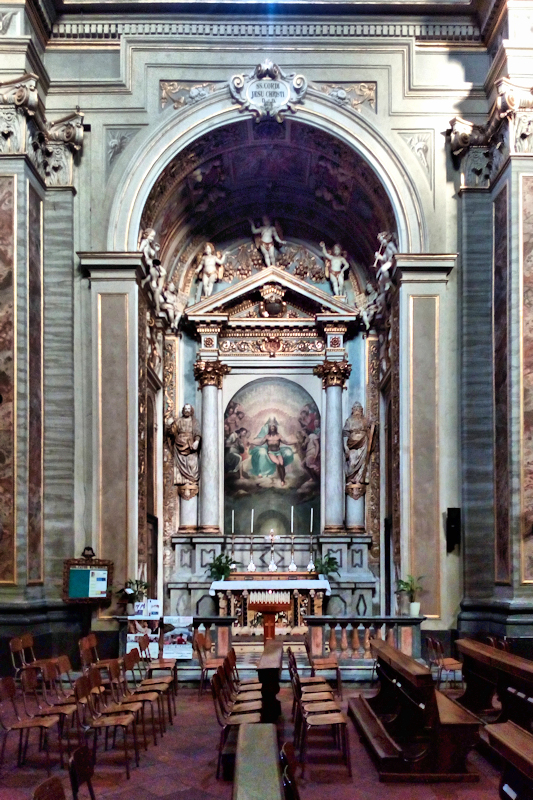
La cappella del Santissimo Sacramento
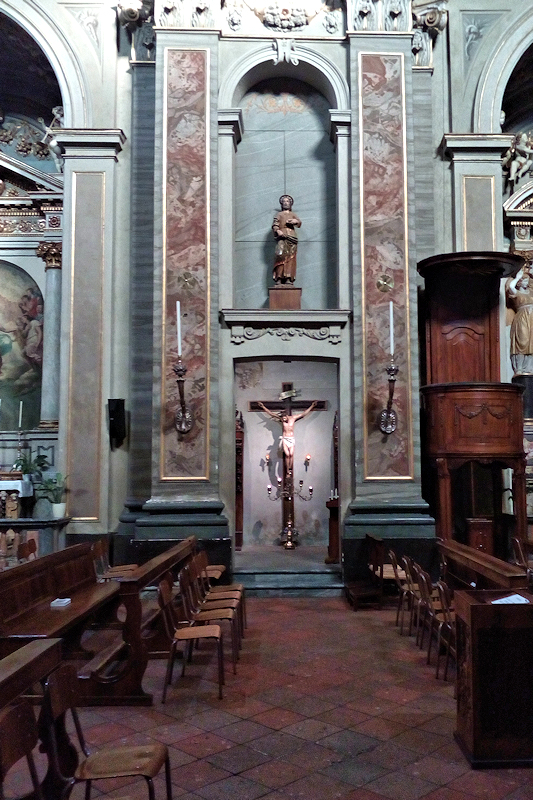
Accesso ai confessionali e statua di San Pantaleone
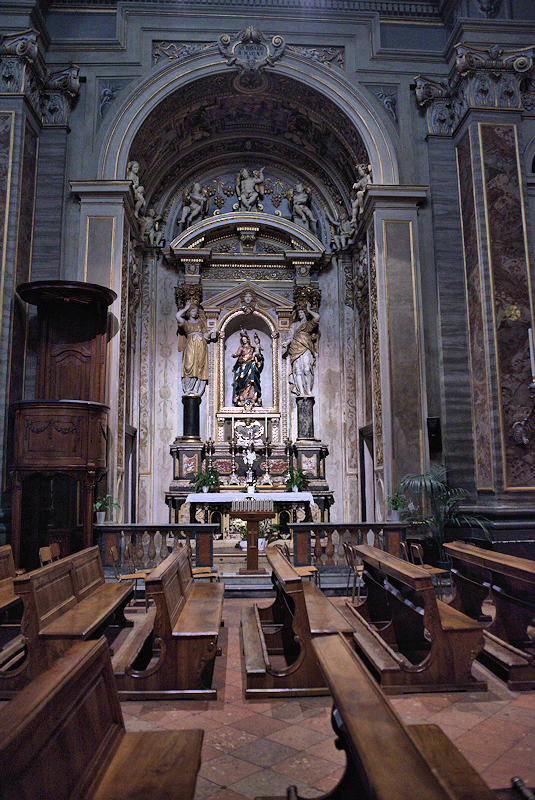
La cappella della Madonna del Rosario

#### Area presbiterale

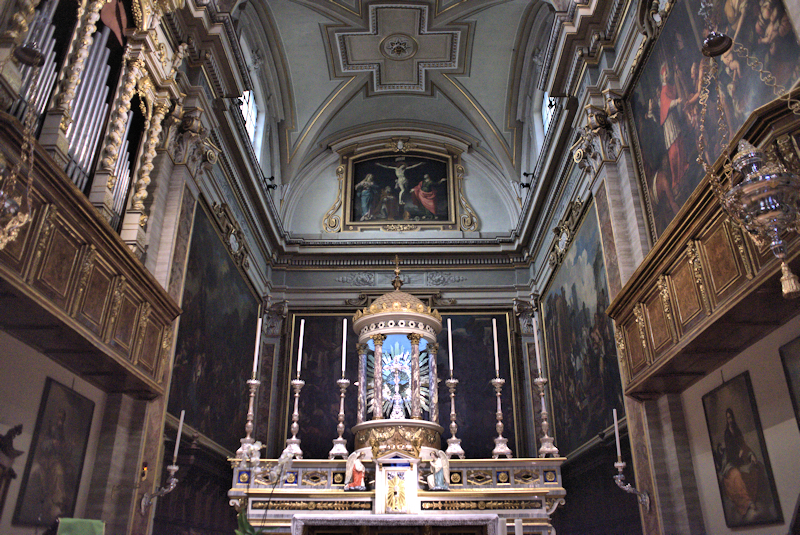
La parte superiore del presbiterio

L'altare è un'opera di Luigi Voghera, in marmi policromi e sopraelevato su piano a cui si accede tramite cinque gradini in marmo rosso di Verona; dietro è collocato un tempietto circolare con colonnine in marmo grigio con capitelli compositi e cupoletta.
Il coro sulla parete di fondo è composto da nove stalli secenteschi in noce con motivi ad intarsio e giochi di radica, particolarmente elaborati, tra i quali emerge per maggior ricchezza di dettagli quello centrale destinato all'abate; più semplici i 14 stalli laterali di epoca ottocentesca.
Sopra sono appese tre notevoli tele (4,70 x 6,95 metri) di Martino Cignaroli realizzate tra il 1677 ed il 1679; raffigurano: Il martirio di Sant'Andrea, Sant'Ubaldo che scaccia i demoni e San Patrizio apostolo dell'Irlanda. Conclude il coro, entro una incorniciatura, un grande telero sul tema della Crocifissione, opera del 1648 di Giovan Battista Botticchio.
Altre due piccole tele del Cignaroli sono poste sopra le porte del coro di cui una raffigura Sant'Agostino, mentre la seconda non ha una vera e propria identificazione iconografica (un pesce che esce da un vaso in un ambiente interno).

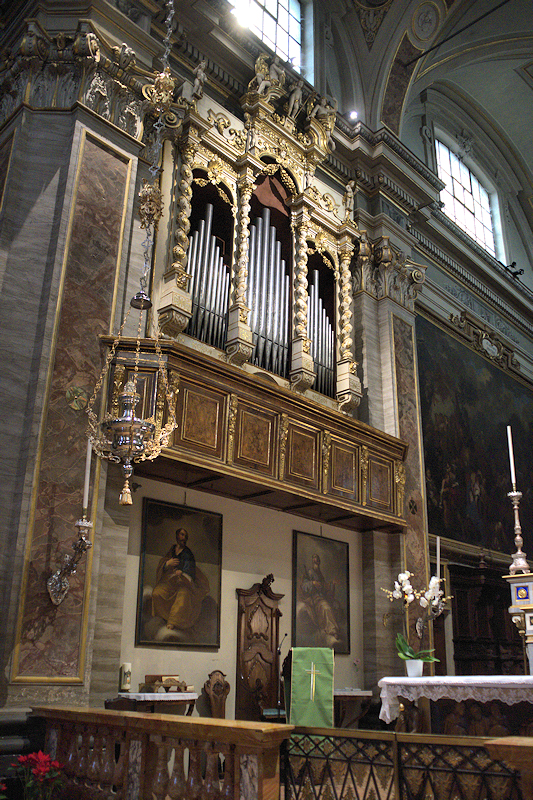
L'organo

Alla parete sinistra trova posto l'organo incorniciato da una raffinata cantoria; lo strumento fu costruito dai Serassi nel 1759, con interventi di Giuseppe Franceschini nel 1849 e Pacifico Inzoli del 1882; l'ultimo restauro ad opera della ditta Inzoli Cav. Pacifico risale al 2006. Consta di pedaliera a 20 pedali, una tastiera di 56 tasti, 1.322 canne (667 Serassi, 247 Inzoli, 115 Franceschini, 67 antiche non originali e 226 nuove).
Sopra la controcantoria, sulla parete destra, è appesa una tela raffigurante San Carlo che distribuisce le elemosine, a lungo di incerta attribuzione; tuttavia, durante il restauro della tela avvenuto nel 1984 venne scoperta una scritta che permise di dare la paternità a Francesco Pozzo.

#### Parete destra
Sul fondo a destra troviamo innanzitutto l'ambiente che ospita il sacello dell'Addolorata, il cui apparato murario è quello senz'altro medievale per la presenza di uno dei dipinti più antichi, una Pietà di gusto quattrocentesco che si rifà agli stili tipici dell'epoca di Bonifacio Bembo e Cristoforo de' Moretti. Sul pavimento è appoggiatala statua ottocentesca del Cristo morto, affiancata da una più antica Giovane orante - una donna inginocchiata - probabilmente quattrocentesca e, forse, unico elemento sopravvissuto di un più ampio gruppo ligneo. In questo ambiente trova posto anche una statua dedicata a San Giovanni Bosco, opera di Francesco Ghidelli del 1944.
La cappella di San Sebastiano è la prima a destra; anche qui vi si ritrovano decorazioni ad affresco e a stucco di Gian Giacomo Barbelli che vi ha realizzato le Scene della vita di San Sebastiano: la Conversione di Zoe, Il Battesimo di Tranquillino, Il martirio di Zoe, Il martirio di Tranquillino, Sebastiano davanti all'imperatore, Il martirio di San Sebastiano, cui si aggiungono Due angeli con le corone e la palma del martirio; alle pareti laterali La visita a Marcelliano e Marco incarcerati e La visione celeste di San Sebastiano. La pala d'altare risale al 1585 e raffigura Il martirio di San Sebastiano, di Aurelio Gatti.
Dopo il successivo ambiente intermedio (che dà accesso ad alcuni confessionali) troviamo la cappella di San Giuseppe, in antico dedicata a Sant'Andrea e Sant'Agostino e decorata da Giovan Battista Botticchio che realizzò attorno al 1648 La vocazione di Pietro e Andrea e Il martirio di sant'Andrea, quindi Amborgio battezza Agostino e Sant'Agostino con Gesù Bambino sulla riva del mare. Allo stesso Botticchio va fatta risalire la Colomba dello Spirito santo e due angeli con la corona del martirio, nel riquadro al centro del timpano spezzato sopra la pala d'altare. E inoltre: Gli angeli con simboli episcopali sulla volta, e due paesaggi con i santi Giovanni Battista e Francesco. Al terzo decennio del XVII secolo risalgono, invece, le due tele di Tomaso Pombioli Il miracolo di San Biagio (firmata e datata 1634) e Sant'Ubaldo scaccia i demoni.
Il terzo ambiente introduce alle sacrestie e alla cappella invernale e sopra l'ingresso è collocata una statua dedicata a San Benedetto, del XVII secolo e di autore sconosciuto.

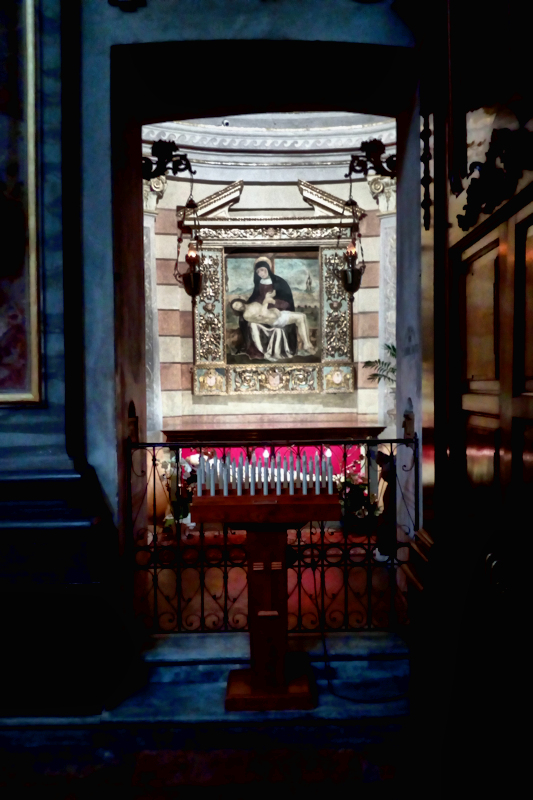
L'ambiente dedicato all'Addolorata
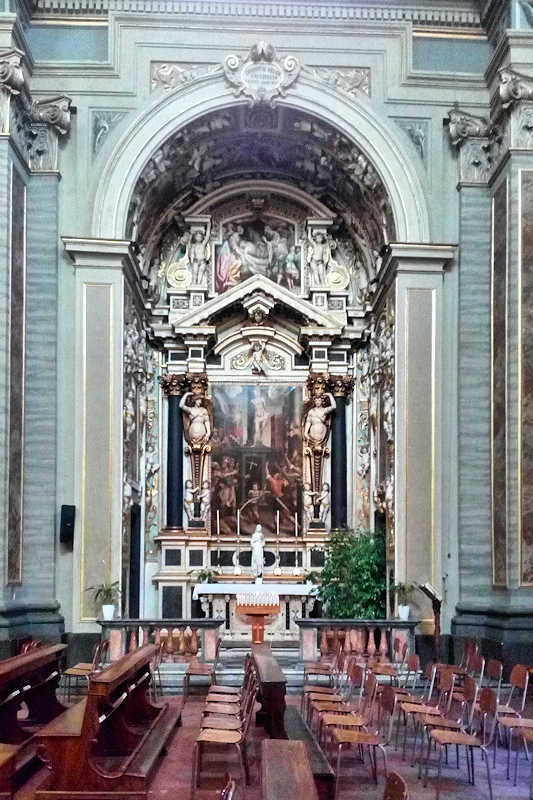
La cappella di San Sebastiano
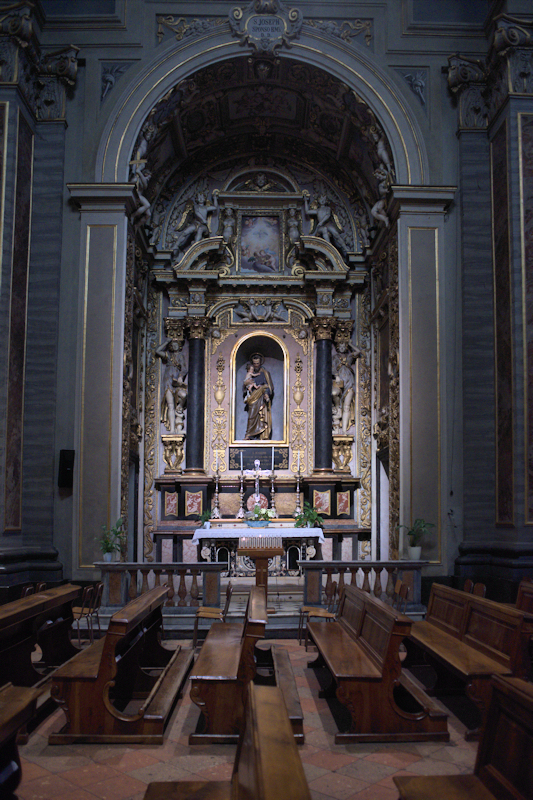
La cappella di San Giuseppe

#### La cappella iemale
L'ambiente è stato ricavato nell'edificio addossato alla parete meridionale della chiesa mettendo a nudo l'apparato murario del quale la parte inferiore è formata da un motivo a spina di pesce risalente attorno all'anno 1000 - uno tra i più antichi del cremasco - mentre la parte superiore dovrebbe risalire al XIV o XV secolo.
Nel locale vi sono state trasferite alcune tele provenienti dalla demolita chiesa di San Marino: si tratta di santi, patroni dell'ordine dei Barnabiti che per lungo tempo detennero la chiesa che si trovava sul luogo dove sorge piazza Aldo Moro; cinque di esse sono state attribuite al pittore Pietro Maggi e raffigurano: Sant'Alessandro Sauli che riceve la comunione da Sant'Antonio Maria Zaccaria, San Liborio vescovo di Le Mans, San Francesco di Sales, Sant'Antonio di Padova; altre due tele sono state attribuite a Tomaso Pombioli: Sant'Anna e Sant'Apollonia; un'ottava tela dedicata a San Carlo Borromeo in adorazione della Croce, pure attribuita a Pietro Maggi, è ora collocata nella chiesa dell'omonimo quartiere.

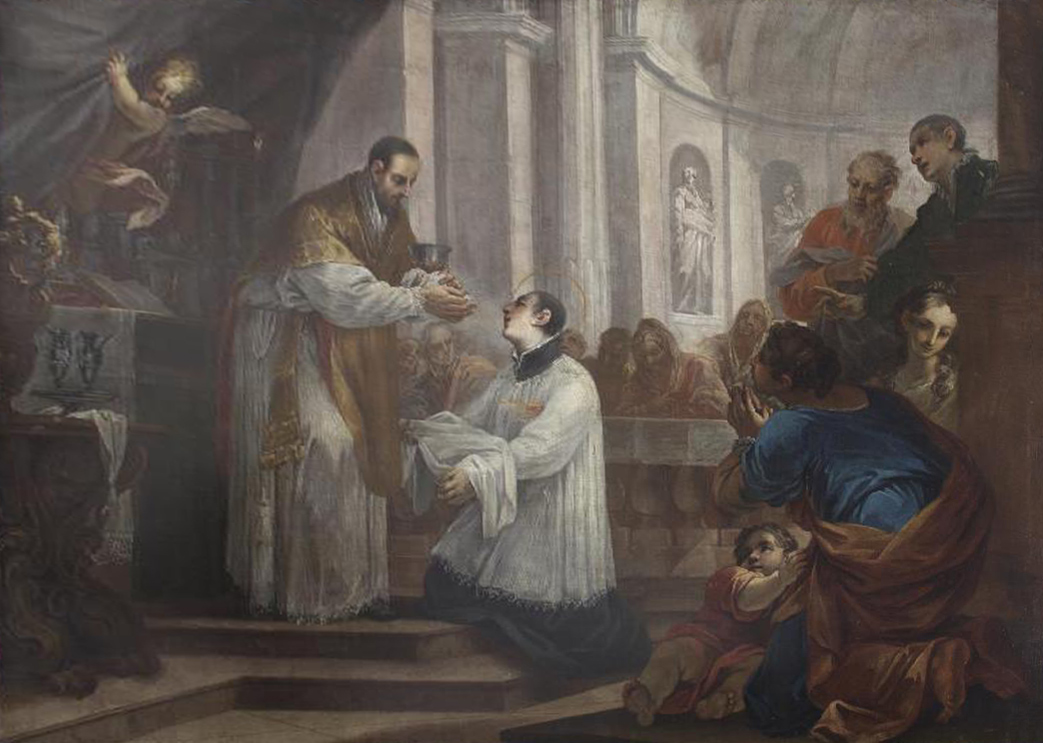
Pietro Maggi (attribuzione), Sant'Alessandro Sauli riceve la comunione da Sant'Antonio Maria Zaccaria, olio su tela, prima metà del XVIII secolo.
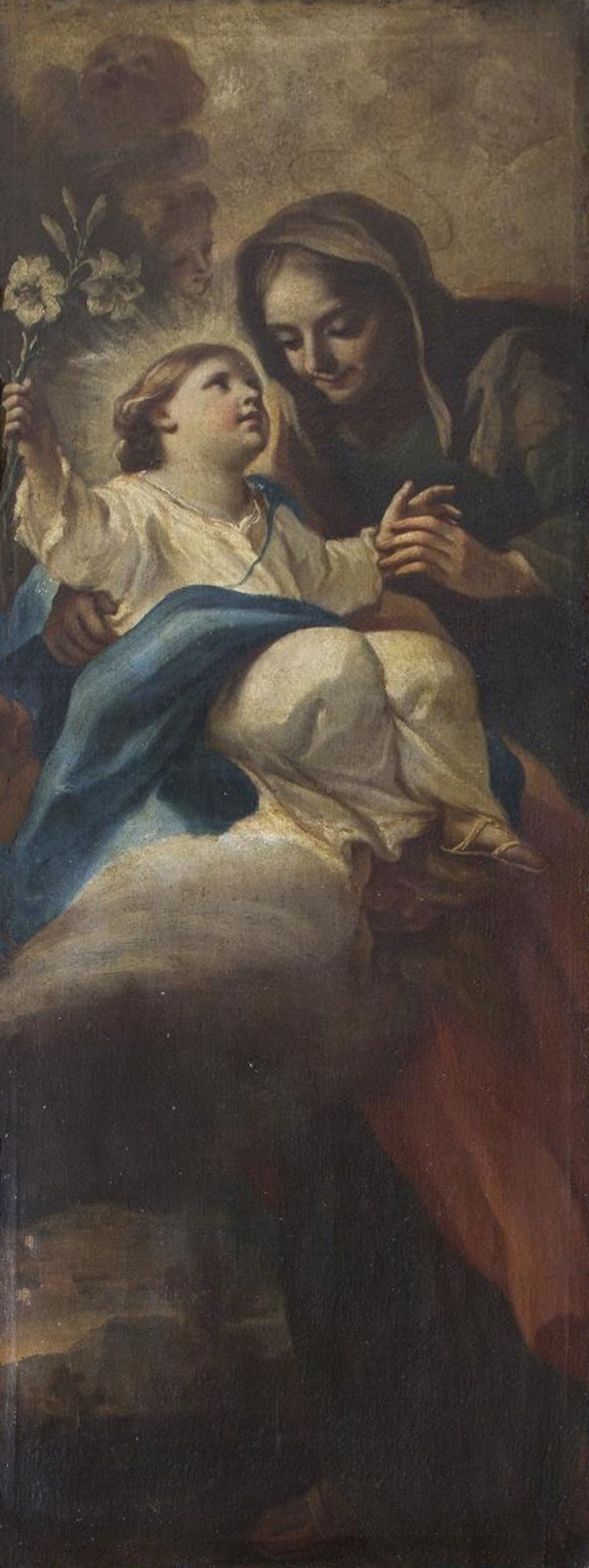
Pietro Maggi (attribuzione),  Sant'Anna e Maria bambina, olio su tela, prima metà del XVIII secolo.
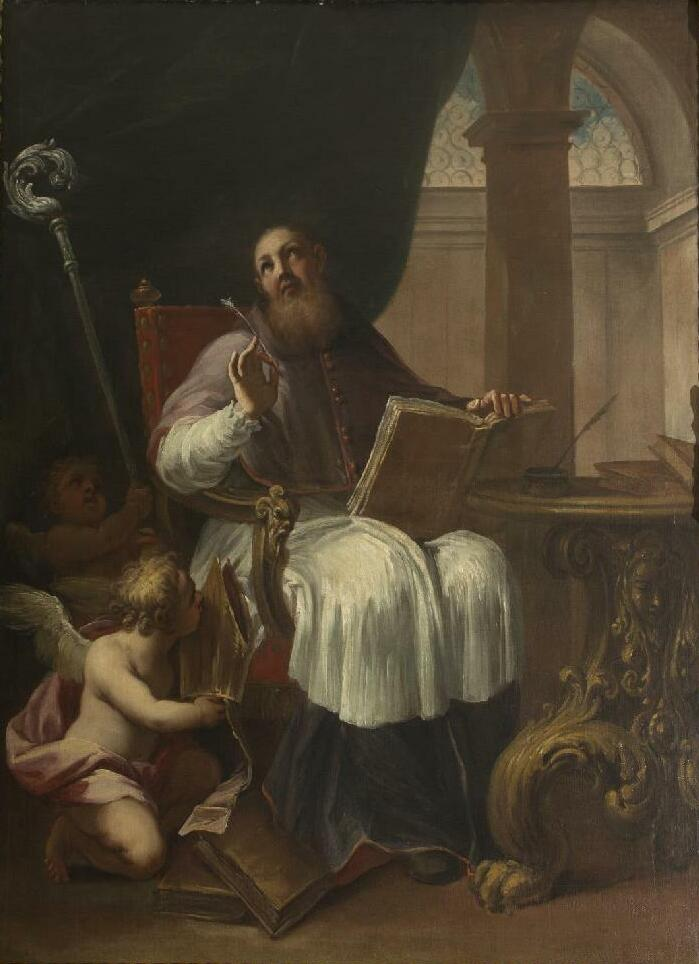
Pietro Maggi (attribuzione),  San Liborio, olio su tela, prima metà del XVIII secolo.
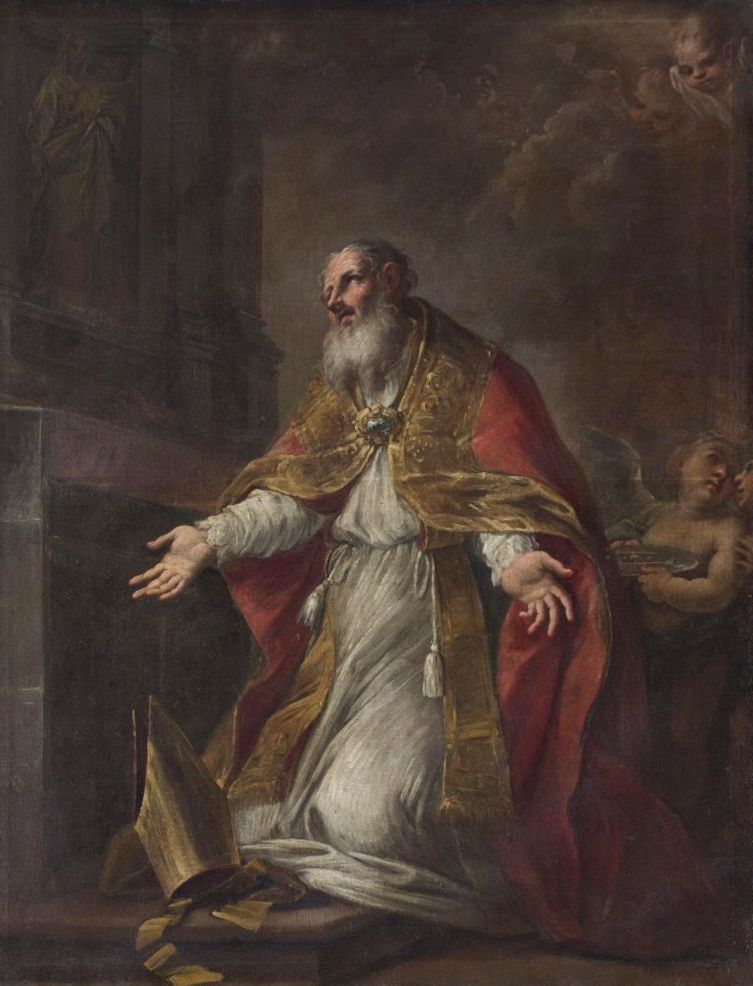
Pietro Maggi (attribuzione),  San Francesco di Sales, olio su tela, prima metà del XVIII secolo.
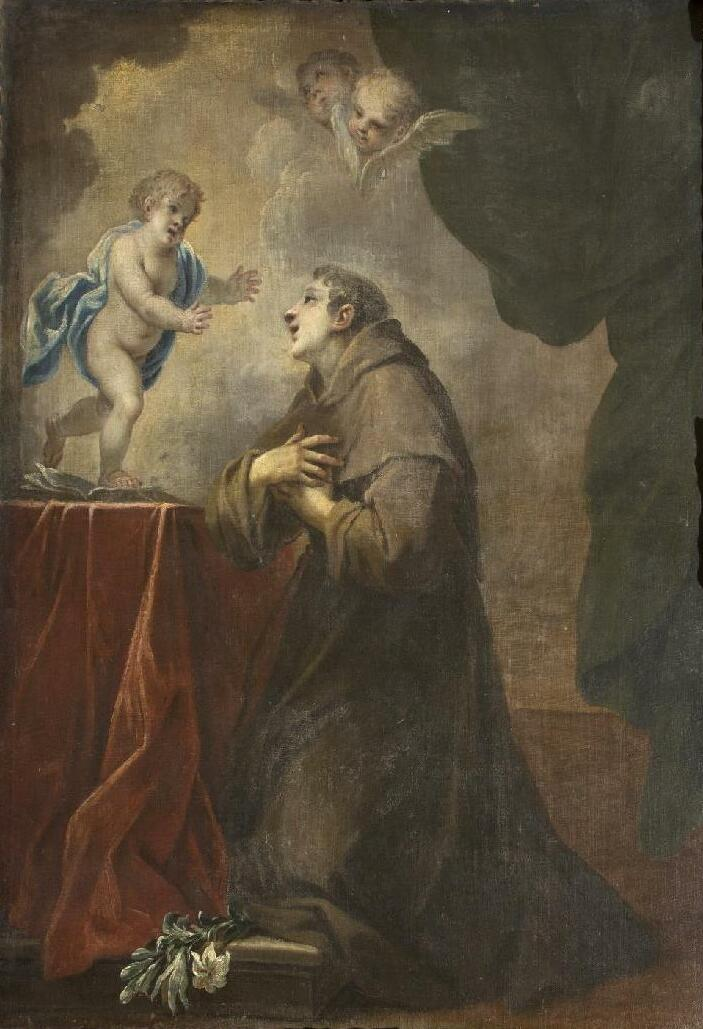
Pietro Maggi (attribuzione),  Sant'Antonio da Padova, olio su tela, prima metà del XVIII secolo.
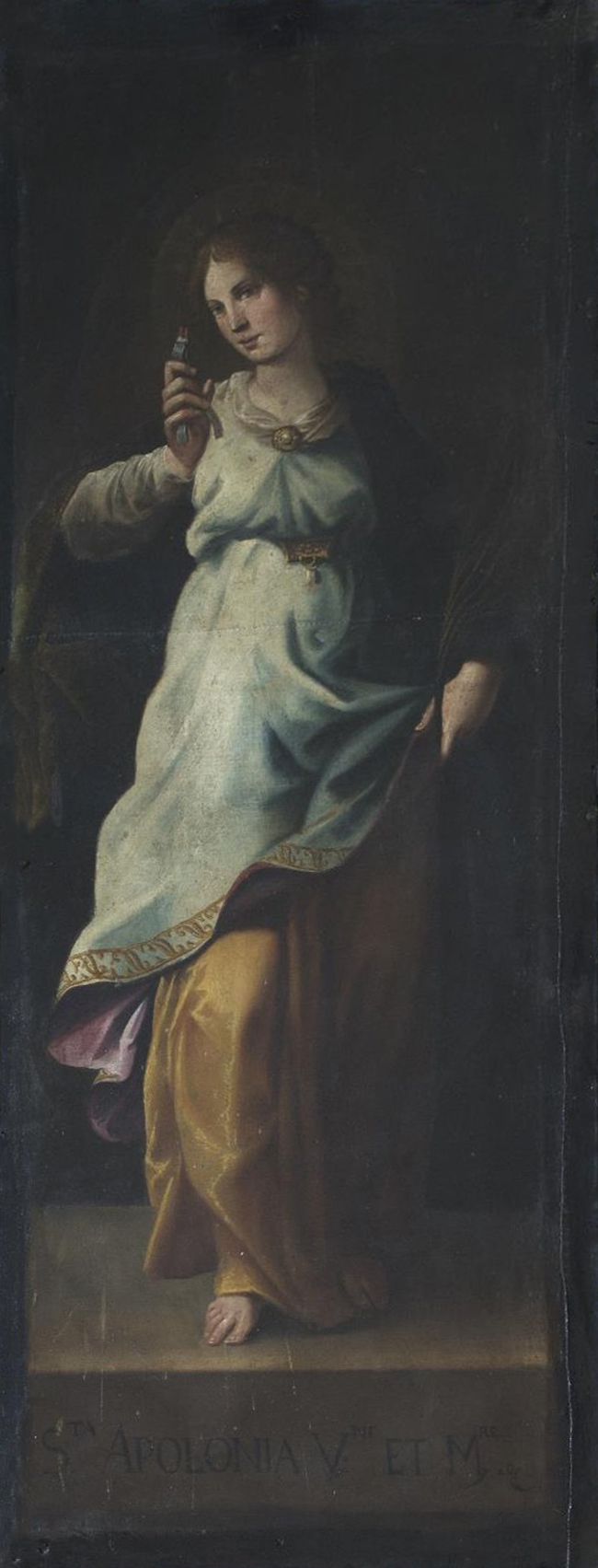
Tomaso Pombioli (attribuzione), Sant'Apollonia, olio su tela, ca. 1615-1624.
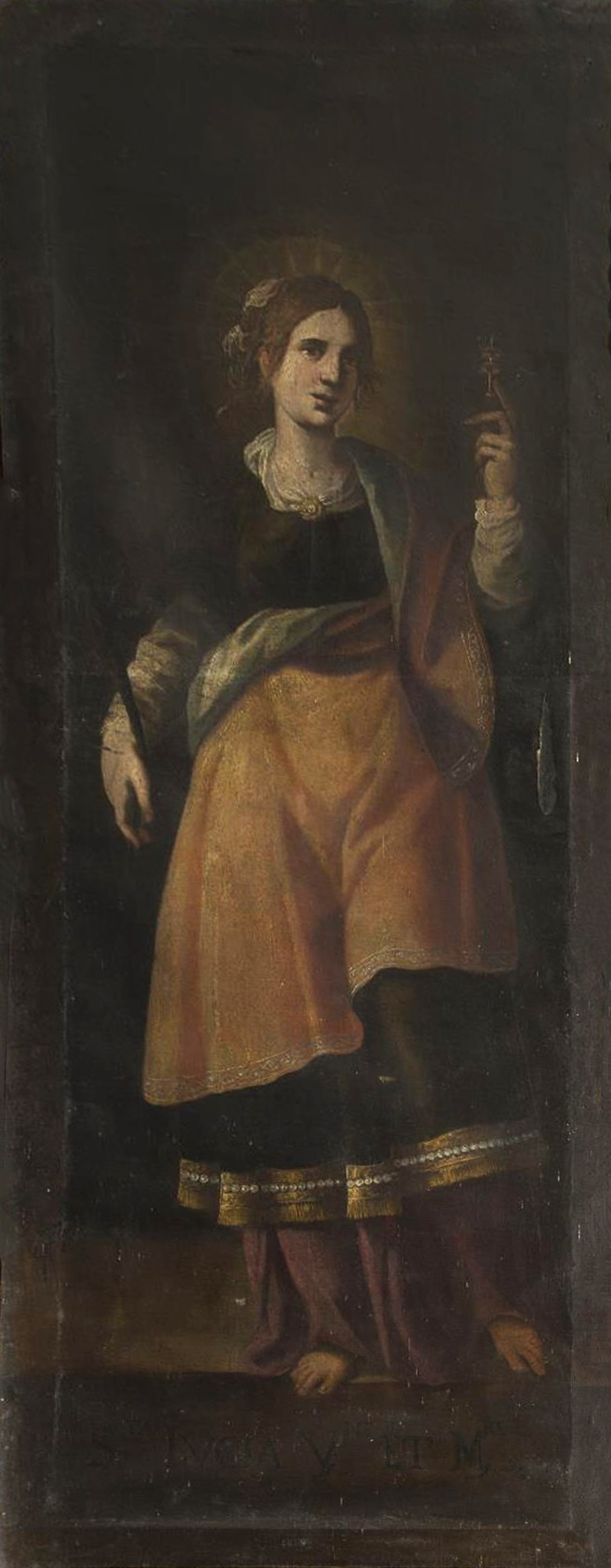
Tomaso Pombioli (attribuzione), Santa Lucia, olio su tela, ca. 1615-1624.

#### Le altre opere
Ulteriori altre opere sono ospitate nelle sacrestie o nella casa parrocchiale, contribuendo alla notevole dotazione artistica di questa chiesa, a partire dal Cristo che porta la Croce con San Francesco, opera di Giovan Angelo Ferrario (1581-1636); quindi un cartone preparatorio di Angelo Bacchetta (1841-1920) raffigurantre La flagellazione; una tela attribuita a Tomaso Pombioli (1579-1636), la Deposizione di Gesù dalla Croce; una tela secentesca di Giovan Battista Lucini con il Padre eterno.
Le tele di Santa Caterina da Siena e del Cristo che porta la croce vanno fatte risalire ad una generica scuola lombarda del seicento.
Una Santa Lucia proviene con qualche dubbio dalla chiesa di San Giacomo e potrebbe essere opera di Domenico Romani con successivo intervento di uno sconosciuto Antonio Conti.
Da segnalare anche una tela di autore ignoto, probabilmente di scuola cremonese e risalente alla seconda metà del XVII secolo, con il tema della Crocifissione con Madonna e San Giovanni.
Si cita, infine, un ritrovamentoː durante i restauri del 1992 venne alla luce su un muro di spinta esterno, incapsulato nell'architettura secentesca, un frammento del volto di santo, una figura monastica spezzata in lunghezza e risalente – verosimilmente – al trecento.

#### Opere perdute
Nell'ultimo decennio del cinquecento fu commissionata a Aurelio Gatti una pala d'altare da collocarsi presso l'antico altare di Sant'Andrea, La Madonna tra i santi Andrea ed Agostino, spostata quindi in sacrestia nel 1802 ed ivi ancora presente nel 1865; fu sostituita da una tela con i Santi Giuseppe, Benedetto ed Emidio, ad opera del pittore Angelo Mora. Di entrambe non ne conosce il destino.